# Forest-en-Cambrésis
Forest-en-Cambrésis est une commune française située dans le département du Nord (59), en région Hauts-de-France.
Ses habitants sont les Forésiens. Le nom jeté de ses habitants est les Mal Faire.

## Géographie
Porte de l'Avesnois, terre de transition entre la plaine du Cambrésis et le bocage, « village-frontière du Hainaut », Forest-en-Cambrésis se situe à environ 27,5 km de Cambrai, 30,4 km de Valenciennes et 6,5 km du Cateau-Cambrésis.

### Communes limitrophes
| Solesmes | Vendegies-au-Bois   | Croix-Caluyau                |
| Neuvilly | Forest-en-Cambrésis | Bousies Fontaine-au-Bois Ors |
| Montay   | Le Cateau-Cambrésis | Le Pommereuil                |

### Hameaux et écarts
- Le hameau de Richemont situé à 3 km au sud-sud-ouest de Forest-en-Cambrésis comporte quelques habitations, notamment un ancien moulin et une ancienne filature.
- Le hameau d'Ovillers situé à 3 km au nord de Forest-en-Cambrésis et à 10 km au sud-est de Solesmes comporte une quarantaine d'habitations dont une petite partie est le territoire de la commune de Forest-en-Cambrésis. Son église construite en 1892, fortement endommagée à la fin de la Grande Guerre, a été reconstruite à partir de 1922 3.

### Hydrographie

#### Réseau hydrographique
La commune est située dans le bassin Artois-Picardie. Elle est drainée par le ruisseau de Richemont et le ruisseau du Cambrésis,,.
Le ruisseau de Richemont, d'une longueur de 10 km, prend sa source dans la commune de Bazuel et se jette  dans la Selle à Montay, après avoir traversé cinq communes. 

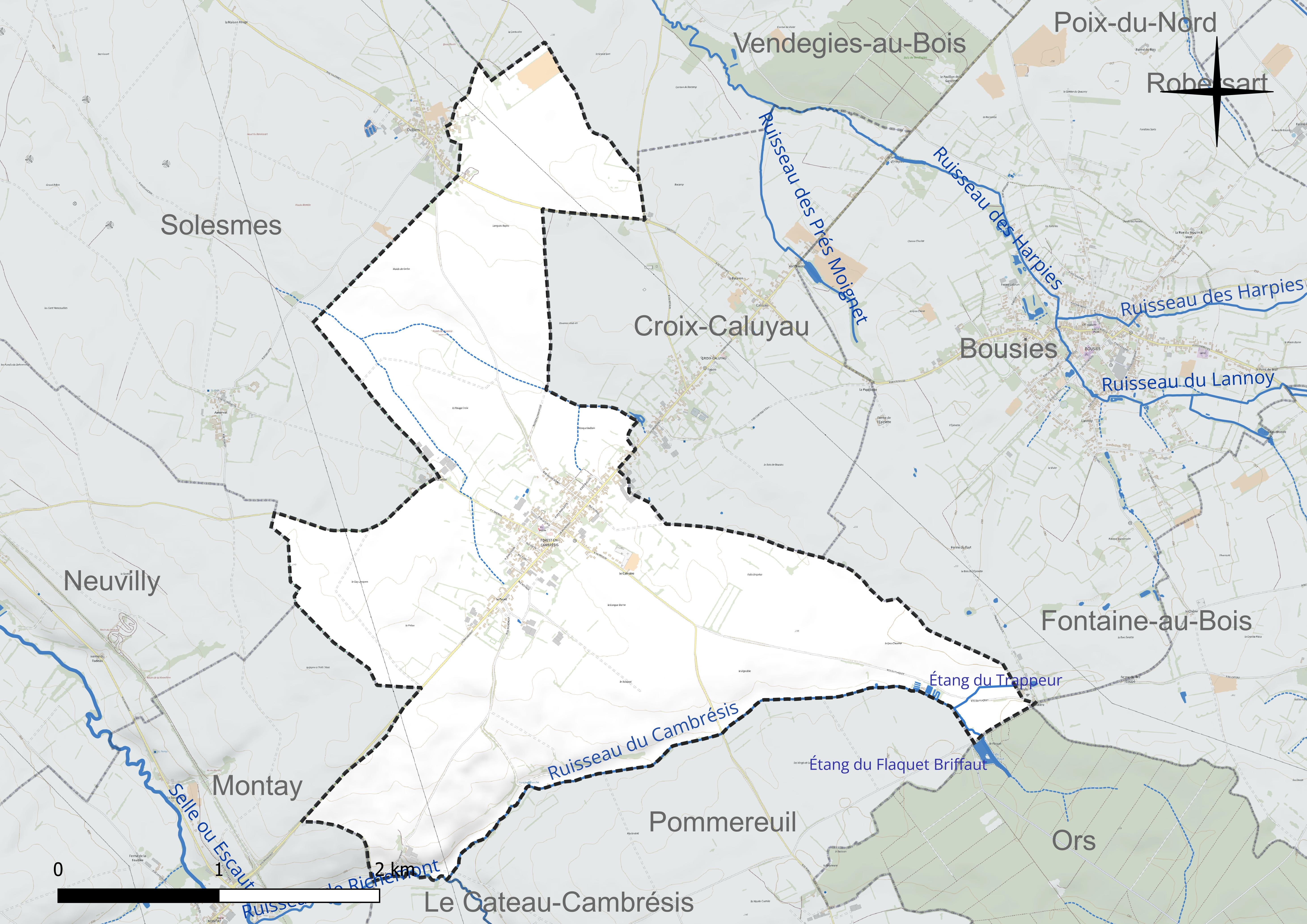
Réseau hydrographique de Forest-en-Cambrésis.

Un plan d'eau complète le réseau hydrographique : l'étang du Trappeur (0,2 ha),.

#### Gestion et qualité des eaux
Le territoire communal est couvert par le schéma d'aménagement et de gestion des eaux (SAGE) « Escaut ». Ce document de planification concerne un territoire de 2 005 km2 de superficie, délimité par le bassin versant de l'Escaut. Le périmètre a été arrêté le 9 juin 2006 et le SAGE proprement dit a été approuvé le 13 juillet 2021. La structure porteuse de l'élaboration et de la mise en œuvre est le syndicat mixte Escaut et Affluents (SyMEA). 
La qualité des cours d'eau peut être consultée sur un site dédié géré par les agences de l'eau et l'Agence française pour la biodiversité. 

### Climat
Pour des articles plus généraux, voir Climat des Hauts-de-France et Climat du Nord.
En 2010, le climat de la commune est de type climat océanique dégradé des plaines du Centre et du Nord, selon une étude du CNRS s'appuyant sur une série de données couvrant la période 1971-2000. En 2020, Météo-France publie une typologie des climats de la France métropolitaine dans laquelle la commune est exposée à un climat océanique altéré et est dans la région climatique  Nord-est du bassin Parisien, caractérisée par un ensoleillement médiocre, une pluviométrie moyenne régulièrement répartie au cours de l'année et un hiver froid (3 °C). 
Pour la période 1971-2000, la température annuelle moyenne est de 9,7 °C, avec une amplitude thermique annuelle de 14,9 °C. Le cumul annuel moyen de précipitations est de 788 mm, avec 12,2 jours de précipitations en janvier et 9,5 jours en juillet. Pour la période 1991-2020, la température moyenne annuelle observée sur la station météorologique la plus proche, située sur la commune de Saint-Hilaire-sur-Helpe à 24 km à vol d'oiseau, est de 10,5 °C et le cumul annuel moyen de précipitations est de 802,4 mm,. Pour l'avenir, les paramètres climatiques de la commune estimés pour 2050 selon différents scénarios d'émission de gaz à effet de serre sont consultables sur un site dédié publié par Météo-France en novembre 2022.

## Urbanisme

### Typologie
Au 1er janvier 2024, Forest-en-Cambrésis est catégorisée commune rurale à habitat dispersé, selon la nouvelle grille communale de densité à sept niveaux définie par l'Insee en 2022.
Elle est située hors unité urbaine et hors attraction des villes,.

### Occupation des sols
L'occupation des sols de la commune, telle qu'elle ressort de la base de données européenne d'occupation biophysique des sols Corine Land Cover (CLC), est marquée par l'importance des territoires agricoles (92,6 % en 2018), une proportion sensiblement équivalente à celle de 1990 (93,3 %). La répartition détaillée en 2018 est la suivante : 
terres arables (63,2 %), prairies (29,5 %), zones urbanisées (7,4 %). L'évolution de l'occupation des sols de la commune et de ses infrastructures peut être observée sur les différentes représentations cartographiques du territoire : la carte de Cassini (XVIIIe siècle), la carte d'état-major (1820-1866) et les cartes ou photos aériennes de l'IGN pour la période actuelle (1950 à aujourd'hui).

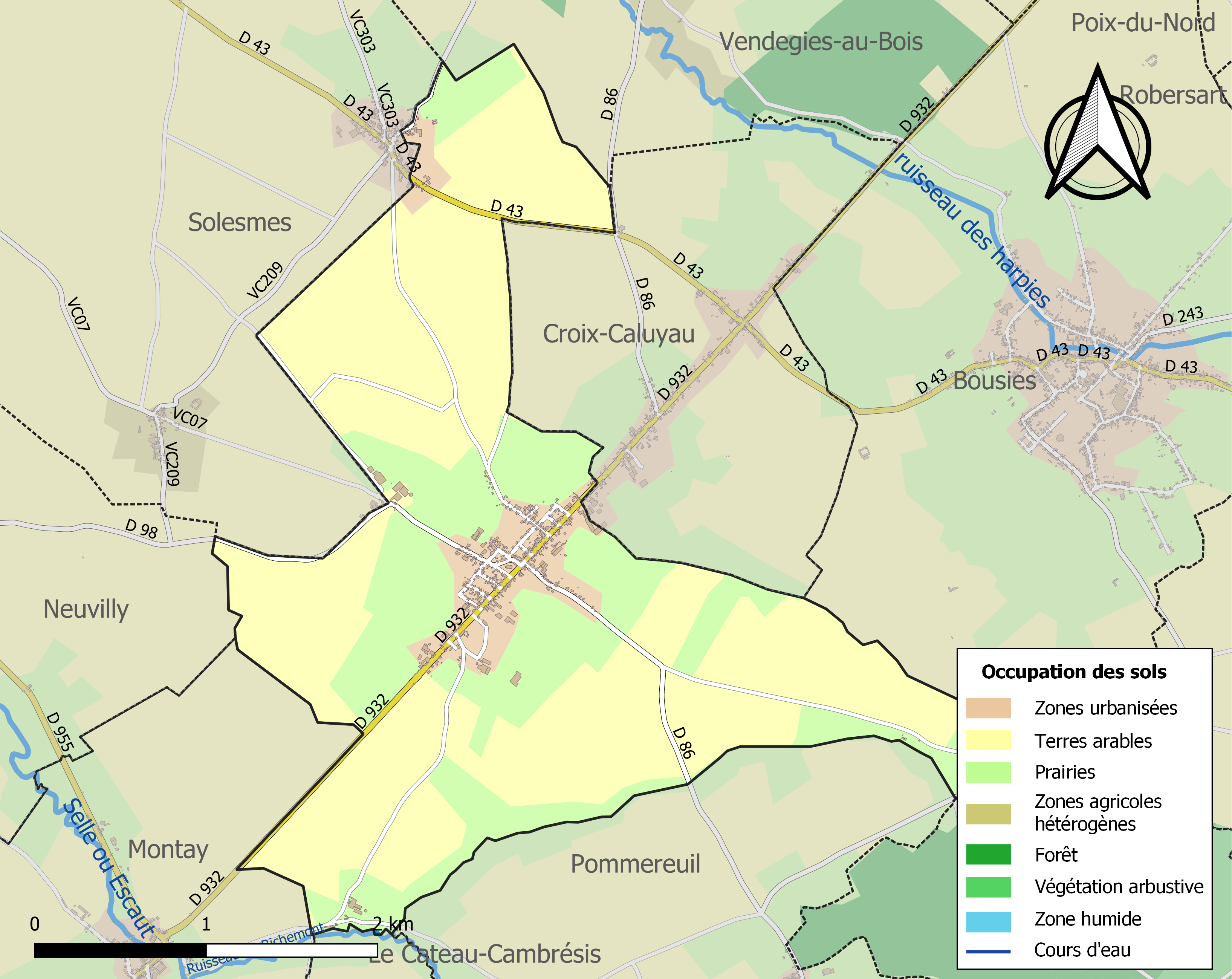
Carte des infrastructures et de l'occupation des sols de la commune en 2018 (CLC).

## Toponymie
Attestée sous les formes Forest en 1119, Foresta en 1222, « étendue de terrain boisé dont l'usage est réservé au roi, à un seigneur ».
Le latin foresta, dérive de fors, « hors », la forêt a d'abord désigne, au Moyen Âge, la partie du domaine qui se trouvait hors de l'espace cultivé. Ensuite, il désignera une vaste étendue couverte d'arbres.

## Histoire

### Origines
C'est en 1180 qu'est signée la Convention entre Guillaume de Gap, abbé de Saint-Denis, responsable de l'abbaye de Saint-Denis (proche de Paris), et Baudouin V et son épouse Marguerite, comtes de Hainaut, pour la fondation du village de Forest.
Guillaume concède tous les bois lui appartenant à Solesmes, à charge d'une rente annuelle de 3 « bezants », payable à la fête de Saint-Denis, dans la cour de Solesmes, entre les mains du prévôt, pour construire une ville franche nommée FOREST, dont la loi sera la même que celle du Quesnoy en Hainaut.
Dans cette nouvelle ville, le comte aura le "douzain et la justice" ; dans la rente des chapons, la 1re moitié sera pour Saint-Denis et l'autre pour le comte. De même, Saint-Denis paiera la moitié des frais d'entretien des moulins, des fours et des brasseries et le comte, l'autre moitié.
L'église de la dite ville, avec tout ce qui lui appartient et la « menue dîme », sera à Saint-Denis. Dans cette ville, Saint-Denis aura sa « cour libre » (exemptée de toute redevance), ainsi que ceux qui l'habitent, et le comte aura la sienne pareillement libre. Sur toutes les terres qui font l'objet du don, Saint-Denis aura toute la dîme et le comte tous les autres revenus. Cette Convention stipule que le comte ou la comtesse ou celui qui leur succédera au Comté de Hainaut, ne pourra vendre ou donner cette ville ni s'en dessaisir, qu'en faveur de l'abbaye de Saint-Denis.
L'année suivante, en 1181, les premières maisons sont bâties et la construction de la première église de Forest commence. Le patron de l'église et du village est tout naturellement saint Denis, premier évêque de Paris qui vécut au IIIe siècle.
L'édifice n'a qu'une seule nef formant avec le transept une croix latine et une tour massive large de 10 mètres se dresse à l'entrée de l'édifice. Cette tour sert de guet en temps de guerre.
L'église est détruite et incendiée à plusieurs reprises, mais ses épaisses murailles résistent aux ravages du feu. Les assaillants partis, elle est chaque fois réparée ou reconstruite. Les habitants de Forest, profondément chrétiens, ont hâte de retrouver leur lieu de prière mais aussi l'endroit où ils peuvent se protéger.
Sources : site de la mairie de Forest-en-Cambrésis, Maurice Saniez.

### Église Saint-Denis
Sa construction a débuté en 1929. L'ancienne église avait été démolie en 1918 car les Allemands l'avaient fait sauter à cause de son clocher grâce auquel on avait une formidable vue des environs.

### Fort[18]

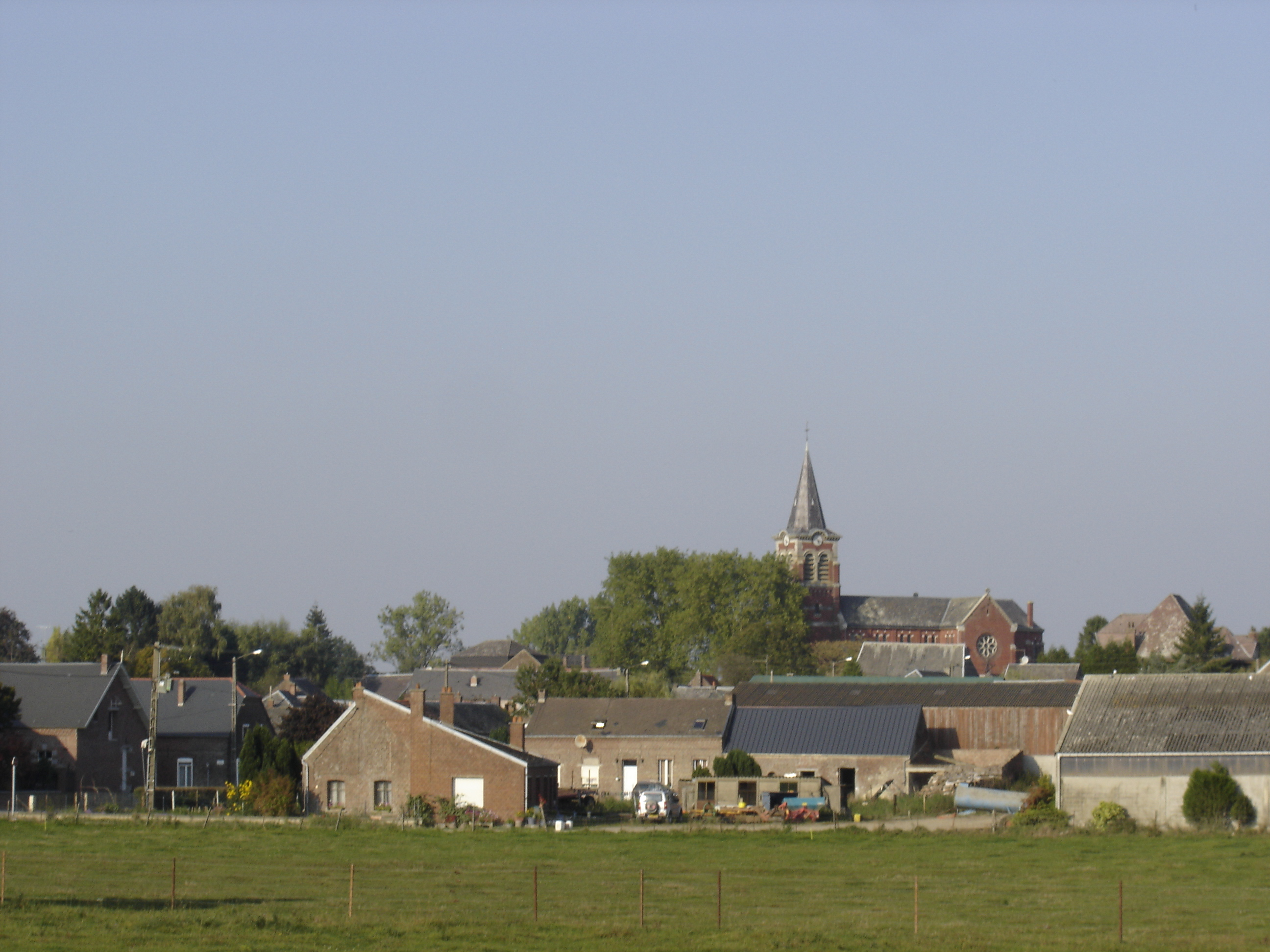

Symbole d'un passé de lutte continue, Forest possède des vestiges d'anciennes fortifications. Village-frontière du comté du Hainaut pour qui le Français fut l'« ennemi » pendant cinq siècles, Forest, position dominante sur la vallée de la Selle au bord d'une route stratégique, eut à s'organiser très tôt pour garantir la protection de ses habitants.
La première église fut construite en 1181. L'église fut dotée d'une tour crénelée massive, haute d'environ 35 m, large de 10 m. Elle défendait d'une part l'entrée de l'édifice dont les sous-sols étaient aménagés en refuge pour héberger la population et le bétail en temps de guerre. Son « guet » permettait d'autre part de surveiller à distance les allées et venues de l'ennemi c'est-à-dire la garnison française de la ville du Cateau.
Refuge jugé trop précaire à la suite des dévastations perpétrées par le duc de Normandie en 1340, on décide la même année de renforcer le dispositif de protection par la construction d'un rempart quadrilatère flanqué de quatre tours d'angle et percé de meurtrières; sans oublier fossés et pont-levis d'accès.
Cette enceinte muraillée dont la hauteur ne dépassait pas 3 mètres embrassait l'église et sa tour de guet ainsi que l'ancien cimetière qui peut s'honorer d'avoir reçu les sépultures des habitants de Forest depuis 1181 jusque 1882 (7 siècles); (le cimetière actuel se trouve rue du Moulin route du Pommereuil).
Ce dispositif défensif pouvait à l'époque être considéré comme un abri sûr qui permettait à la population de soutenir de véritables sièges. Une chronique de J. Molinet de février 1491 nous évoque cette épopée : « ... Et en ce temps-là fut bruslé l'esglise et villaige de FOREST... par les gens d'armes du Chasteau (Cateau) ne pouvoit wider de jour pour faire courses, sans estre apperceux dudit guet, et mandérent auxdits de Forest que si ne moittoit bas leur guet, il seroit bruslez... »
Une requête de 1599 adressée à Philippe II d'Espagne mérite également d'être citée :
"...en après, sont venus lesdits ennemys de Franche avec pétraz, de fachon qu'ils ont rompus les huyes du fort et prins le reste desdits bestiaulx, et bouttez les feux dont les meubles desdits povres cencceurs ont estez bruslez; ayant convenu rentrer au Fort, pour les faire sortir à grants colps de harquebuze..."
et plus loin :
"...ayant abandonné leurs maisons pour aller au Fort coucher comme povres bestes, les terres deumeurées en rielz, et supportez aultres grans frais et pertes indichibles et véhémentes, toutes manifestes et vulgaires à ung chacun, occasion qu'iceulx remonstrant requiérent très humblement en considération du prémis, les tenir quictes et deschargiés, et leur remettre les-dites tailles, vingtiémes, contributions pour les-dites années... Dont quoy faisant oueuvres méritantes...".
L'examen du cadastre polychrome de 1605 (présenté par E.S.V.H. à l'exposition BOUSIES/FOREST du 28/01/78) laisse en effet apparaître le démantèlement partiel du fort, ruiné à 70 %.
Reconstruit et renforcé en 1610, il présentait encore en 1865 un aspect défensif bien entretenu, son démembrement partiel ayant été limité à un accès pratique du lieu de culte. À cette époque subsistait encore le vaste pan de mur qui s'épandait depuis l'ancien presbytère jusqu'au cimetière en masquant la façade de l'église. Il était percé de deux portes, l'une près du presbytère, l'autre plus grande en face du portail de l'église.
De l'enceinte féodale il restait encore avant la seconde guerre mondiale, celle qui reliait les deux tours distantes de 37 m, bordée dans toute sa longueur par la chaussée Brunehaut et le plus grand étang du village.
La tour-sud, point de jonction de cette fortification « oubliée », a été rasée arbitrairement et sans consultations, il y a environ 30 ans (fondations encore visibles autour du sapin, au sud de la place).

### Orthographe du nom du village au fil des siècles[18]
Son orthographe qui suivait l'interprétation des copistes s'est successivement modifiée :
- Forez (1180)
- Forest (1186)
- Forrest (1304)
- Foriest (1379)
- Forest-la-Cauchie (Le Carpentier)
- Forrest (1595)
- Foret (1605)

### Depuis 1900
- 1907 : le 28 octobre 1907 est mise en service la ligne de chemin de fer Avesnes-sur-Helpe - Solesmes via Landrecies (47 km). La ligne comporte une station dans la commune. Un service régulier des voyageurs est assuré. En août 1914, le trafic voyageur est interrompu. En 1916, pendant l'occupation allemande, les rails sont démontés. La ligne de chemin de fer est dans l'impossibilité de fonctionner.
- 1914-1918 : occupation allemande
- 1940-1944 : occupation allemande

## Héraldique
| Armes de Forest-en-Cambrésis (Nord) | Les armes de Forest-en-Cambrésis se blasonnent ainsi : « D'argent à trois croissants de sable » |

## Politique et administration
Maire de 1802 à 1807 : Philippe Guyot,.

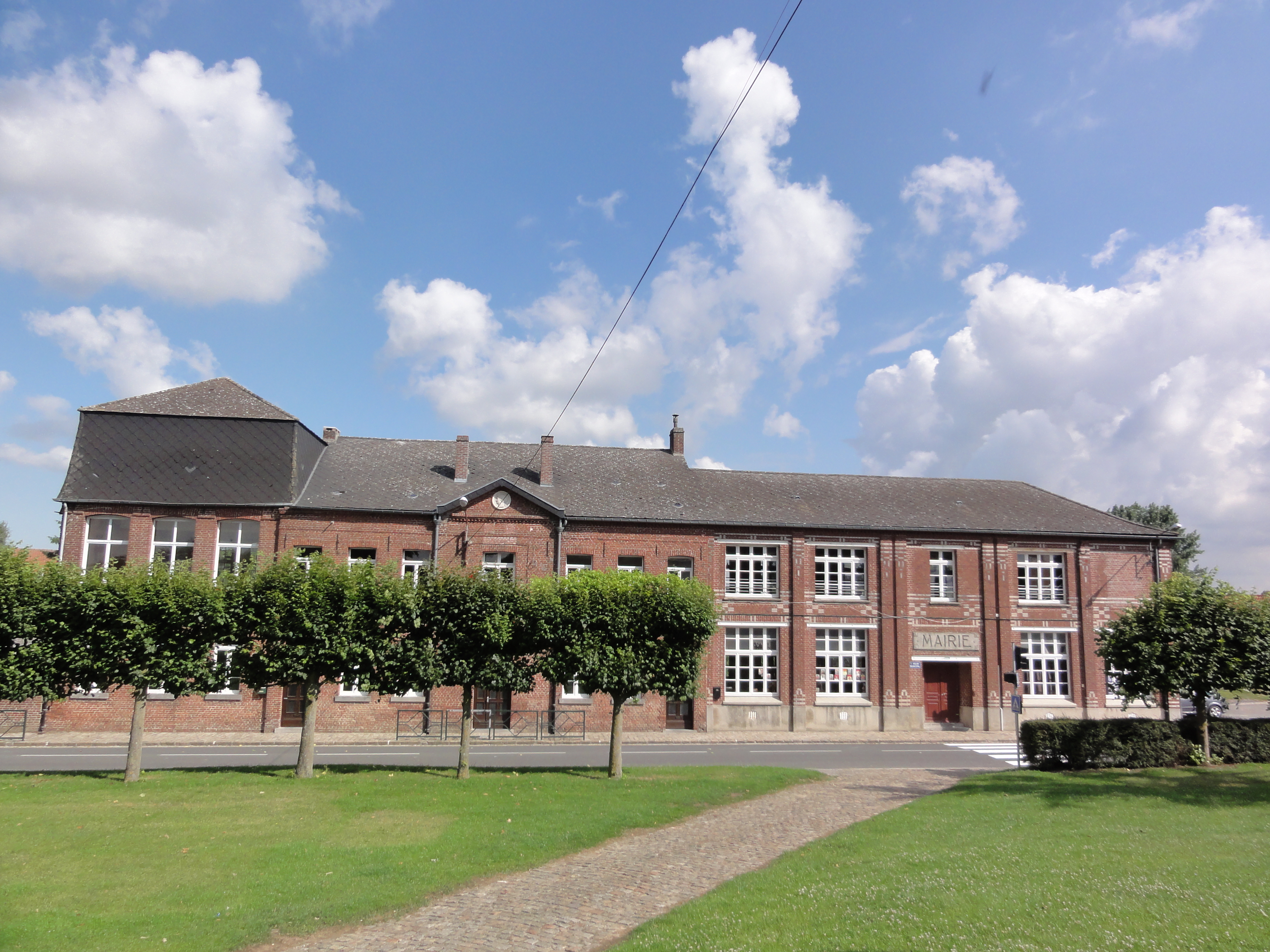
La mairie-école

| Période                                  | Période        | Identité          | Étiquette | Qualité |
| ---------------------------------------- | -------------- | ----------------- | --------- | ------- |
| mai 1896                                 | septembre 1918 | Achille Payen     |           |         |
| décembre 1919                            | mai 1925       | Vital Pruvot      |           |         |
| mai 1925                                 | mai 1935       | Charles Darthenay |           |         |
| mai 1935                                 | juin 1940      | Émile Cappeliez   |           |         |
| juin 1940                                | mars 1965      | Benoît Obled      |           |         |
| mars 1965                                | mars 1983      | Émile Pruvot      |           |         |
| mars 1983                                | En cours       | Maurice Saniez    |           |         |
| Les données manquantes sont à compléter. |                |                   |           |         |

## Population et société

### Démographie

#### Évolution démographique
L'évolution du nombre d'habitants est connue à travers les recensements de la population effectués dans la commune depuis 1793. Pour les communes de moins de 10 000 habitants, une enquête de recensement portant sur toute la population est réalisée tous les cinq ans, les populations de référence des années intermédiaires étant quant à elles estimées par interpolation ou extrapolation. Pour la commune, le premier recensement exhaustif entrant dans le cadre du nouveau dispositif a été réalisé en 2007.

En 2022, la commune comptait 558 habitants, en évolution de +0,54 % par rapport à 2016 (Nord : +0,51 %, France hors Mayotte : +2,11 %).
| 1793 | 1800 | 1806 | 1821  | 1831  | 1836  | 1841  | 1846  | 1851  |
| ---- | ---- | ---- | ----- | ----- | ----- | ----- | ----- | ----- |
| 960  | 803  | 910  | 1 233 | 1 365 | 1 456 | 1 590 | 1 634 | 1 673 |

| 1856  | 1861  | 1866  | 1872  | 1876  | 1881  | 1886  | 1891  | 1896  |
| ----- | ----- | ----- | ----- | ----- | ----- | ----- | ----- | ----- |
| 1 770 | 1 765 | 1 793 | 1 649 | 1 631 | 1 572 | 1 501 | 1 430 | 1 322 |

| 1901  | 1906  | 1911  | 1921 | 1926 | 1931 | 1936 | 1946 | 1954 |
| ----- | ----- | ----- | ---- | ---- | ---- | ---- | ---- | ---- |
| 1 267 | 1 224 | 1 095 | 943  | 888  | 836  | 753  | 677  | 626  |

| 1962 | 1968 | 1975 | 1982 | 1990 | 1999 | 2006 | 2007 | 2012 |
| ---- | ---- | ---- | ---- | ---- | ---- | ---- | ---- | ---- |
| 640  | 600  | 578  | 511  | 520  | 506  | 537  | 541  | 537  |

| 2017 | 2022 | - | - | - | - | - | - | - |
| ---- | ---- | - | - | - | - | - | - | - |
| 565  | 558  | - | - | - | - | - | - | - |

#### Pyramide des âges
La population de la commune est relativement jeune.
En 2018, le taux de personnes d'un âge inférieur à 30 ans s'élève à 37,1 %, soit en dessous de la moyenne départementale (39,5 %). À l'inverse, le taux de personnes d'âge supérieur à 60 ans est de 23,2 % la même année, alors qu'il est de 22,5 % au niveau départemental.
En 2018, la commune comptait 284 hommes pour 281 femmes, soit un taux de 50,27 % d'hommes, largement supérieur au taux départemental (48,23 %).
Les pyramides des âges de la commune et du département s'établissent comme suit.
| Hommes | Classe d’âge | Femmes |
| ------ | ------------ | ------ |
| 0,0    | 90 ou +      | 0,4    |
| 3,5    | 75-89 ans    | 4,3    |
| 18,7   | 60-74 ans    | 19,6   |
| 20,4   | 45-59 ans    | 16,0   |
| 22,2   | 30-44 ans    | 20,6   |
| 16,2   | 15-29 ans    | 15,7   |
| 19,0   | 0-14 ans     | 23,5   |

| Hommes | Classe d’âge | Femmes |
| ------ | ------------ | ------ |
| 0,5    | 90 ou +      | 1,4    |
| 5,3    | 75-89 ans    | 8,1    |
| 14,8   | 60-74 ans    | 16,2   |
| 19,1   | 45-59 ans    | 18,4   |
| 19,5   | 30-44 ans    | 18,7   |
| 20,7   | 15-29 ans    | 19,1   |
| 20,2   | 0-14 ans     | 18     |

## Lieux et monuments
- L'église Saint-Denis.
- La chapelle Sainte-Philomène et l'oratoire Saint-Roch, aussi petit mémorial de guerre.
- Le calvaire du D932 et le monument aux morts au pied d'un deuxième calvaire.
- L'ancien estaminet de la Croisette.
- Au cimetière communal, la section de la Commonwealth War Graves Commission avec 121 tombes de soldats morts à la libération, octobre-novembre 1918[27].

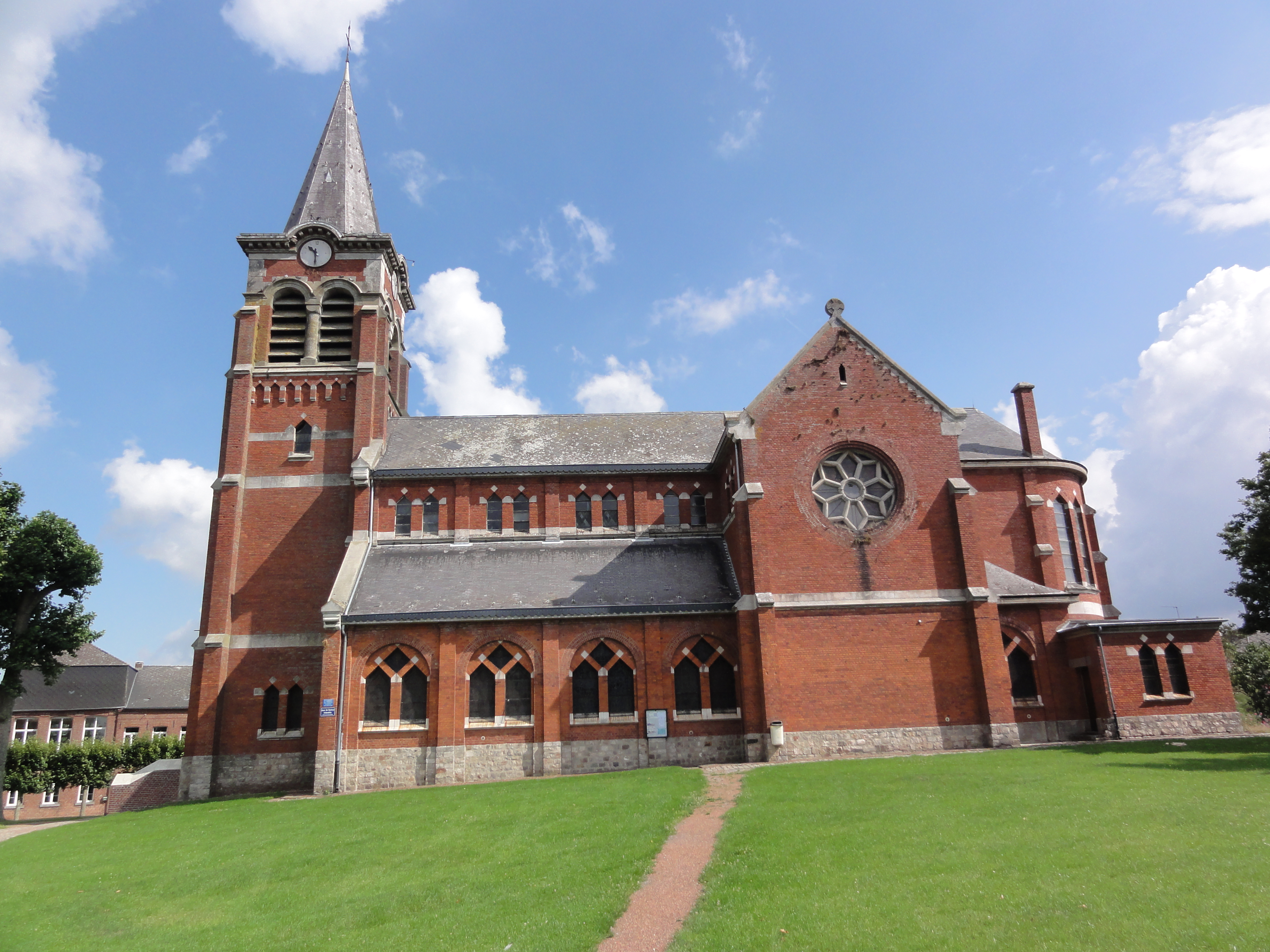
L'église Saint-Denis
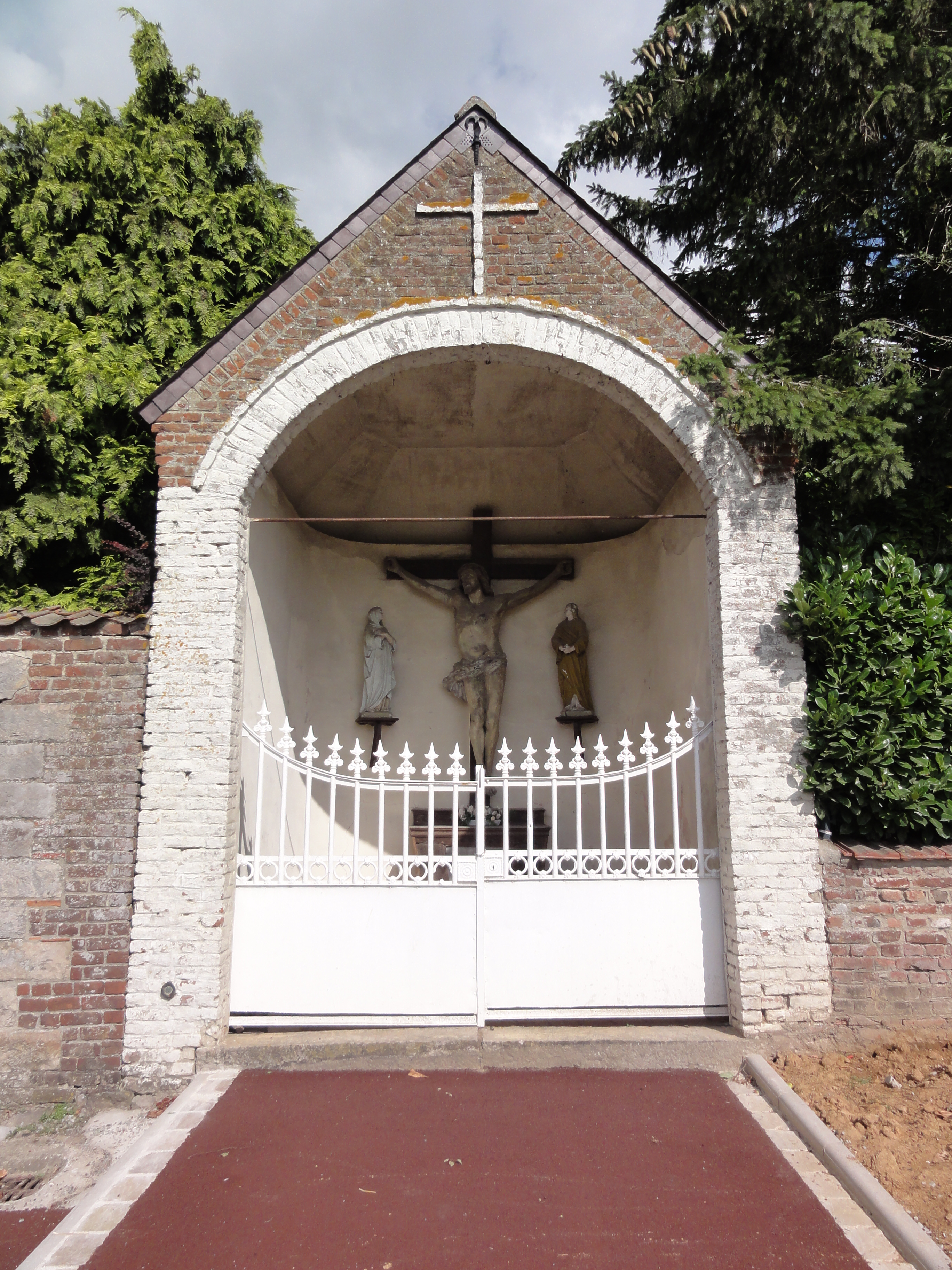
Le calvaire du D932.
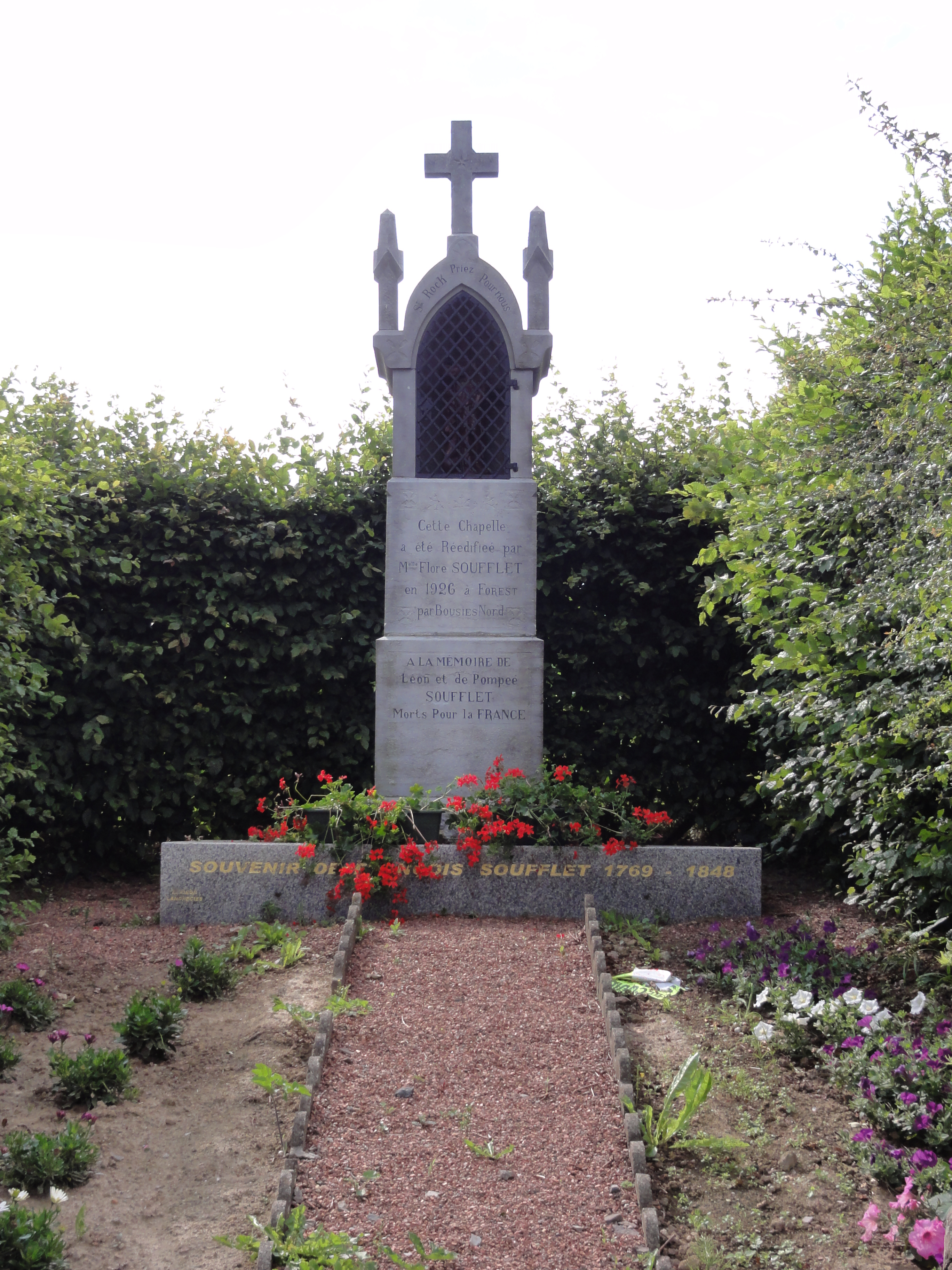
L'oratoire Saint Roch
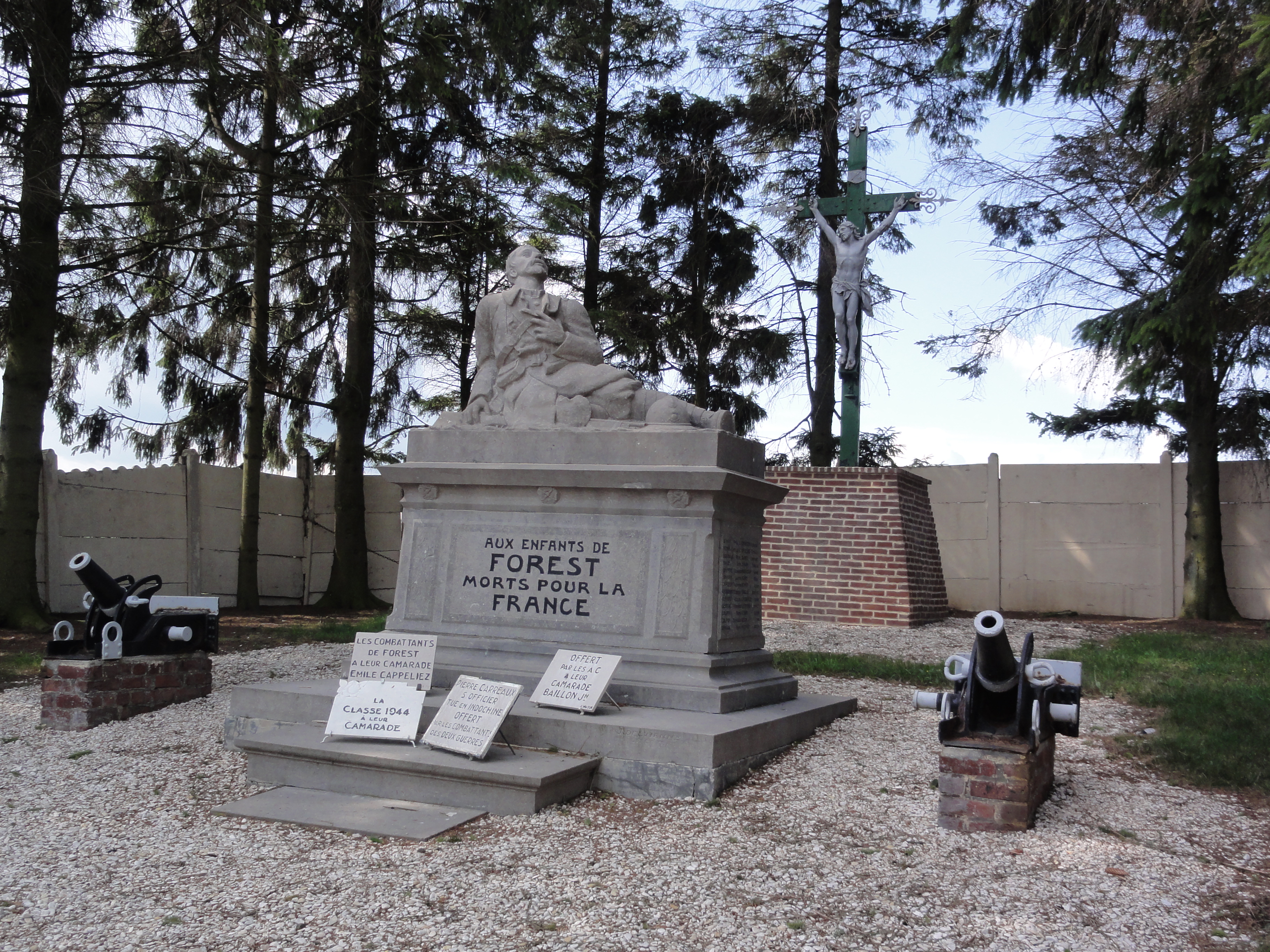
Le monument aux morts
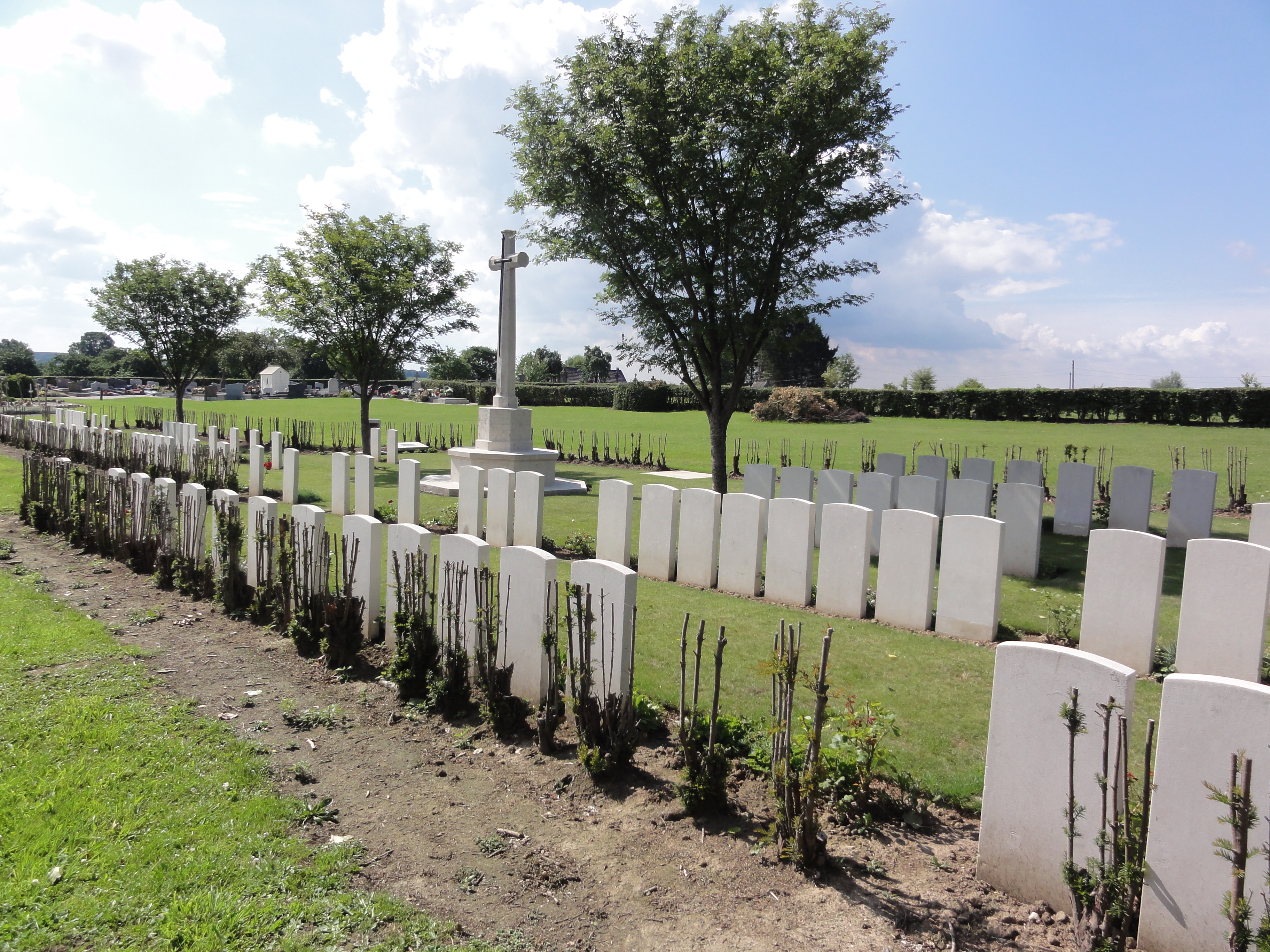
La section militaire 1918 du cimetière communal.

## Personnalités liées à la commune
- Léon Henniaux[28]

## Pour approfondir